# Director jurídico
El término director jurídico, así como director de la asesoría jurídica, director de asuntos legales, director de asuntos jurídicos, asesor jurídico jefe o consejero legal jefe de la compañía, hace referencia al abogado jefe de un departamento legal, generalmente en una empresa, una entidad o un departamento gubernamental. En inglés se utiliza normalmente el término chief legal officer así como su acrónimo CLO, pero como suele ocurrir con este tipo de siglas inglesas se desaconseja su uso en español y sobre todo en textos divulgativos.
Representa a uno de los tres puestos más importantes en una empresa junto con el director ejecutivo y el director financiero.

## Responsabilidades
Dentro de sus responsabilidades recae supervisar e identificar los problemas legales en todos los departamentos y su interrelación, incluida la ingeniería, el diseño, la mercadotecnia, las ventas, la distribución, el crédito, las finanzas, los recursos humanos y producción, así como gobierno corporativo y política empresarial.
Es el encargado de coordinar y dirigir todo el departamento legal de la empresa o entidad (asociación, ONG, departamento del gobierno, etc.) y dirigir a todos los abogados. En las empresas es parte del gobierno corporativo.